# LOVBオースティン
LOVBオースティン（LOVB Austin）は、アメリカ合衆国テキサス州オースティンを本拠地とする女子バレーボールチームである。リーグ・ワン・バレーボール（LOVB）所属。

## 歴史
2021年、LOVBはアメリカ合衆国に女子のプロバレーボールリーグを創設すること発表した。 2023年12月、LOVB最後の参戦チームがテキサス州に創設されることが発表され、カーリー・ロイドが創設アスリートとなった。
2025年1月9日、開幕戦となる試合でLOVBヒューストンに2-3で敗れ、黒星スタートとなった。LOVBオースティンの最初のホームゲームは1月15日、テキサス州シーダーパークのH-E-Bセンターで行われた。レギュラーラウンド16試合で5勝11敗と負け越す結果となったが、2025年4月10日のLOVBソルトレイクとのクォーターファイナルでは3-2で勝利をおさめ、セミファイナルではレギュラーラウンド首位だったLOVBアトランタにもフルセットで勝利した。ファイナルではLOVBオマハとの対戦で3-0で勝利し、LOVB初代女王の座に輝いた。MVPにはマディセン・スキナーが選ばれた。2025年4月24日、同年からアメリカ女子代表監督を務めるエリック・サリバンが2026年シーズンの監督に就任することが発表された。

## 選手・スタッフ(2025)
2025年05月31日現在

### 選手
| 背番号 | 名前                           | 生年月日(年齢)         | Pos | 身長 | 出身校                         | 国籍           |
| ------ | ------------------------------ | ---------------------- | --- | ---- | ------------------------------ | -------------- |
| 1      | カート・ベル                   | 1993年3月5日（32歳）   | OH  | 1.88 | テキサス大学                   | アメリカ合衆国 |
| 2      | リア・ハードマン               | 1995年10月18日（29歳） | OH  | 1.81 | コースタル・カロライナ大学     | アメリカ合衆国 |
| 3      | カーリー・ロイド               | 1989年8月6日（35歳）   | S   | 1.80 | カリフォルニア大学バークレー校 | アメリカ合衆国 |
| 5      | マロリー・マッケイジ           | 1994年2月2日（31歳）   | MB  | 1.91 | テキサス大学                   | アメリカ合衆国 |
| 6      | アレッシア・ジェンナーリ       | 1991年11月3日（33歳）  | OH  | 1.84 |                                | イタリア       |
| 7      | エイジア・オニール             | 1999年10月23日（25歳） | MB  | 1.91 | テキサス大学                   | アメリカ合衆国 |
| 9      | セイジ・カアハアイナ＝トーレス | 2000年7月30日（24歳）  | S   | 1.83 | テキサス大学                   | アメリカ合衆国 |
| 10     | ゾーイ・ジャーヴィス           | 2000年9月29日（24歳）  | L   | 1.68 | テキサス大学                   | アメリカ合衆国 |
| 11     | チアカ・オグボグ               | 1995年4月15日（30歳）  | MB  | 1.88 | テキサス大学                   | アメリカ合衆国 |
| 12     | カーリー・デホーク             | 1994年10月14日（30歳） | OP  | 1.94 | ワシントン大学                 | アメリカ合衆国 |
| 13     | ジュリアン・フォーセット       | 1989年11月25日（35歳） | OH  | 1.88 | テキサス大学                   | アメリカ合衆国 |
| 15     | 井上琴絵                       | 1990年2月15日（35歳）  | L   | 1.61 |                                | 日本           |
| 16     | マディセン・スキナー           | 2001年7月1日（23歳）   | OH  | 1.88 | テキサス大学                   | アメリカ合衆国 |
| 17     | アンナ・ハーク                 | 1996年9月19日（28歳）  | OH  | 1.80 |                                | スウェーデン   |
| 33     | ローガン・エグルストン         | 2000年11月13日（24歳） | OH  | 1.88 | テキサス大学                   | アメリカ合衆国 |

### スタッフ
| 役職               | 名前                       |
| ------------------ | -------------------------- |
| ヘッドコーチ       | クリストファー・マクガウン |
| アシスタントコーチ | ニコル・フォーセット       |
| アシスタントコーチ | ステーシー・シコラ         |